# San Pablo (Apostolado de Almadrones)
San Pablo es una obra atribuida al Greco, que formaba parte del llamado Apostolado de Almadrones, una serie de lienzos hallados en la iglesia de Almadrones, en Guadalajara. Actualmente forma parte de las colecciones del Museo Nacional del Prado en Madrid, España. Consta con el número 192 en el catálogo razonado realizado por el profesor e historiador del arte Harold Wethey, especializado en el Greco.

## Análisis de la obra
- Pintura al óleo sobre lienzo; 72 x 55 cm.; realizada circa 1610-1614.

San Pablo es representado como un hombre común. Su expresión está fuertemente enraizada con la teoría de Gregorio Marañón, según la cual El Greco utilizaba como modelos a enfermos mentales del Hospital del Nuncio.
El apóstol está representado con el mismo tipo e iconografía que los del ejemplar del Apostolado de San Feliz. La inscripción del papel procede de la Epístola a Tito, como en los otros ejemplares. La técnica es fluida, a base de pinceladas sueltas y da la impresión de ser una obra inconclusa, aunque su calidad es superior a la de la mayoría de las obras de esta serie. Sin embargo, el rostro del personaje tiene una expresión apagada, siendo probablemente obra del taller. Harold Wethey sugiere que la cabeza y el cuello del personaje están parcialmente inacabados.